# Симон Пекалід
Симон Пекалід (бл. 1567 — після 23 лютого 1601) — польський латиномовний поет. Народився в сім'ї міського радника Тобіаша Пенкалі. Придворний поет Костянтина Василя та Януша Острозьких.

## Біографія
Народився в сім'ї міського радника Тобіаша Пенкалі та міщанки Ганни Старчиновської у м. Олькуші (Польща). У 1585—1589 рр. Пекалід навчався у Краківському університеті, здобув ступінь бакалавра вільних мистецтв. Згідно з книгою реєстрації присудження наукових ступенів цього університету, «став русином» (лат. ruthenus factus). Правдоподібно, у роки навчання в університеті Пекалід налагодив тісні контакти спочатку з князем Янушем Острозьким, а потім і з князем В.-К. Острозьким, ставши їх придворним поетом. Йому належить випущений ним 1601 р. у Львові поетичний твір «Epithalamium» на честь шлюбу відомого захисника (протектора) православ'я на Перемищині Яна Щенсного Гербурта з княжною Єлизаветою Заславською.
Найбільш відомий твір С. Пекаліда — латиномовна поема «Про Острозьку війну» («De bello Ostrogiano»), яка вийшла друком
1600 р. у Кракові. Поема адресується князям В.-К. і Я. Острозьким і описує конфлікт 1593 р. між ними, з одного боку, і козацьким військом Кшиштофа Косинського, з іншого. Політичним ідеалом автора є шляхетська Річ Посполита, базована на зміцненні єдності трьох її складових: Польщі (Корони), Литви і Русі. Необхідними умовами реалізації цього ідеалу Пекалід вважає досягнення злагоди між народами, що населяють Річ Посполиту, та утвердження релігійної толерантності. Як свідчить поема, її автор безпосередньо брав участь у придушенні повстання К. Косинського, тривалий час жив в Острозі, знайомився з діяльністю «Острозької Академії» та її бібліотеки. Пекалід відзначає м'який клімат Острожчини, велику кількість лук і високу врожайність навколишніх земель, що дозволяє місцевим жителям розводити великі стада худоби, коней, свиней, кіз, овець, займатися бджільництвом, вирощувати зернові, навіть виноград. Славився Острог, на думку Пекаліда, і ремісничими виробами, особливо зброєю. З особливим пієтетом описав автор Острозьку «тримовну гімназію», власне Академію, її бібліотеку, храми та фортечні мури Острога. Зупинився Пекалід у поемі на генеалогії князів Острозьких, вважаючи їх нащадками міфічного Руса та князя Кия. Прославляючи рід Острозьких, Пекалід детально зосередився на особистостях. Автор поеми «Про Острозьку війну» відзначив їх воєнні подвиги, державну мудрість і т. ін. Вони надихають своїми промовами військо на перемогу перед битвою (зокрема, Януш), гуманно ставляться до переможених (зокрема, Василь-Костянтин до К. Косинського). Пекалід з повагою говорить про високе військове мистецтво козаків, але негативно ставиться до їхніх спроб порушити соціальний спокій у Речі Посполитій. Наприкінці поеми Пекалід заявляє про своє бажання написати ще низку творів «на ладаонійський», але доля їх, якщо вони були написані, залишається невідомою. Після 1601 р. жодних даних про життя Пекаліда поки що не віднайдено.